# Campeonato Europeo de Lucha de 1979
El XXXI Campeonato Europeo de Lucha se celebró en Bucarest (Rumanía) en el año 1979 bajo la organización de la Federación Internacional de Luchas Asociadas (FILA) y la Federación Rumana de Lucha.

## Resultados

### Lucha grecorromana
| Evento  | Oro                          | Plata                     | Bronce                      |
| ------- | ---------------------------- | ------------------------- | --------------------------- |
| 48 kg   | Constantin Alexandru Rumania | Pavel Jristov Bulgaria    | Anatoli Bozin URSS          |
| 52 kg   | Robert Nersesian URSS        | Nicu Gîngă Rumania        | Lajos Rácz · Hungría        |
| 57 kg   | Shamil Serikov URSS          | Pasquale Passarelli RFA   | Josef Krysta Checoslovaquia |
| 62 kg   | Stylianós Myyakis · Grecia   | Tamás Tóth · Hungría      | Kazimierz Lipień · Polonia  |
| 68 kg   | Ștefan Rusu Rumania          | Ivan Saikov Bulgaria      | Andrzej Supron · Polonia    |
| 74 kg   | Ferenc Kocsis · Hungría      | Viacheslav Mkrtychev URSS | Nedko Nedev Bulgaria        |
| 82 kg   | Ion Draica Rumania           | Jan Dołgowicz · Polonia   | Teimuraz Apjazava URSS      |
| 90 kg   | Frank Andersson · Suecia     | Norbert Növényi · Hungría | Petre Dicu Rumania          |
| 100 kg  | Nikolai Balboshin URSS       | Roman Bierła · Polonia    | Vasile Andrei Rumania       |
| +100 kg | Alexandar Tomov Bulgaria     | Roman Codreanu Rumania    | Kenan Ege Turquía           |

### Lucha libre
| Evento  | Oro                       | Plata                       | Bronce                     |
| ------- | ------------------------- | --------------------------- | -------------------------- |
| 48 kg   | Arshak Sanoyan URSS       | Jan Falandys · Polonia      | Aurel Rentea Rumania       |
| 52 kg   | Iragui Shugayev URSS      | Hartmut Reich RDA           | Andrzej Kudelski · Polonia |
| 57 kg   | Serguei Beloglazov URSS   | Aurel Neagu Rumania         | Ivan Tsochev Bulgaria      |
| 62 kg   | Mijo Dukov Bulgaria       | Eduard Giray RFA            | Jan Szymański · Polonia    |
| 68 kg   | Nikolai Petrenko URSS     | Ivan Yankov Bulgaria        | Eberhard Probst RDA        |
| 74 kg   | Musan Abdul-Muslimov URSS | Martin Knosp RFA            | Alexandar Nanev Bulgaria   |
| 82 kg   | Oleg Alexeyev URSS        | István Kovács · Hungría     | Adolf Seger RFA            |
| 90 kg   | Uwe Neupert RDA           | Alash Daudov URSS           | Ivan Guinov Bulgaria       |
| 100 kg  | Ilia Mate URSS            | Slavcho Chervenkov Bulgaria | Vasile Pușcașu Rumania     |
| +100 kg | Salman Jasimikov URSS     | Roland Gehrke RDA           | Adam Sandurski · Polonia   |

## Medallero
| Núm. | País           | Oro | Plata | Bronce | Total |
| ---- | -------------- | --- | ----- | ------ | ----- |
| 1    | URSS           | 11  | 2     | 2      | 15    |
| 2    | Rumania        | 3   | 3     | 4      | 10    |
| 3    | Bulgaria       | 2   | 4     | 4      | 10    |
| 4    | Hungría        | 1   | 3     | 1      | 5     |
| 5    | RDA            | 1   | 2     | 1      | 4     |
| 6    | Grecia         | 1   | 0     | 0      | 1     |
| 6    | Suecia         | 1   | 0     | 0      | 1     |
| 8    | Polonia        | 0   | 3     | 5      | 8     |
| 9    | RFA            | 0   | 3     | 1      | 4     |
| 10   | Checoslovaquia | 0   | 0     | 1      | 1     |
| 10   | Turquía        | 0   | 0     | 1      | 1     |
|      | TOTAL          | 20  | 20    | 20     | 60    |